# Bevrijdingsmonument Mierlo-Hout

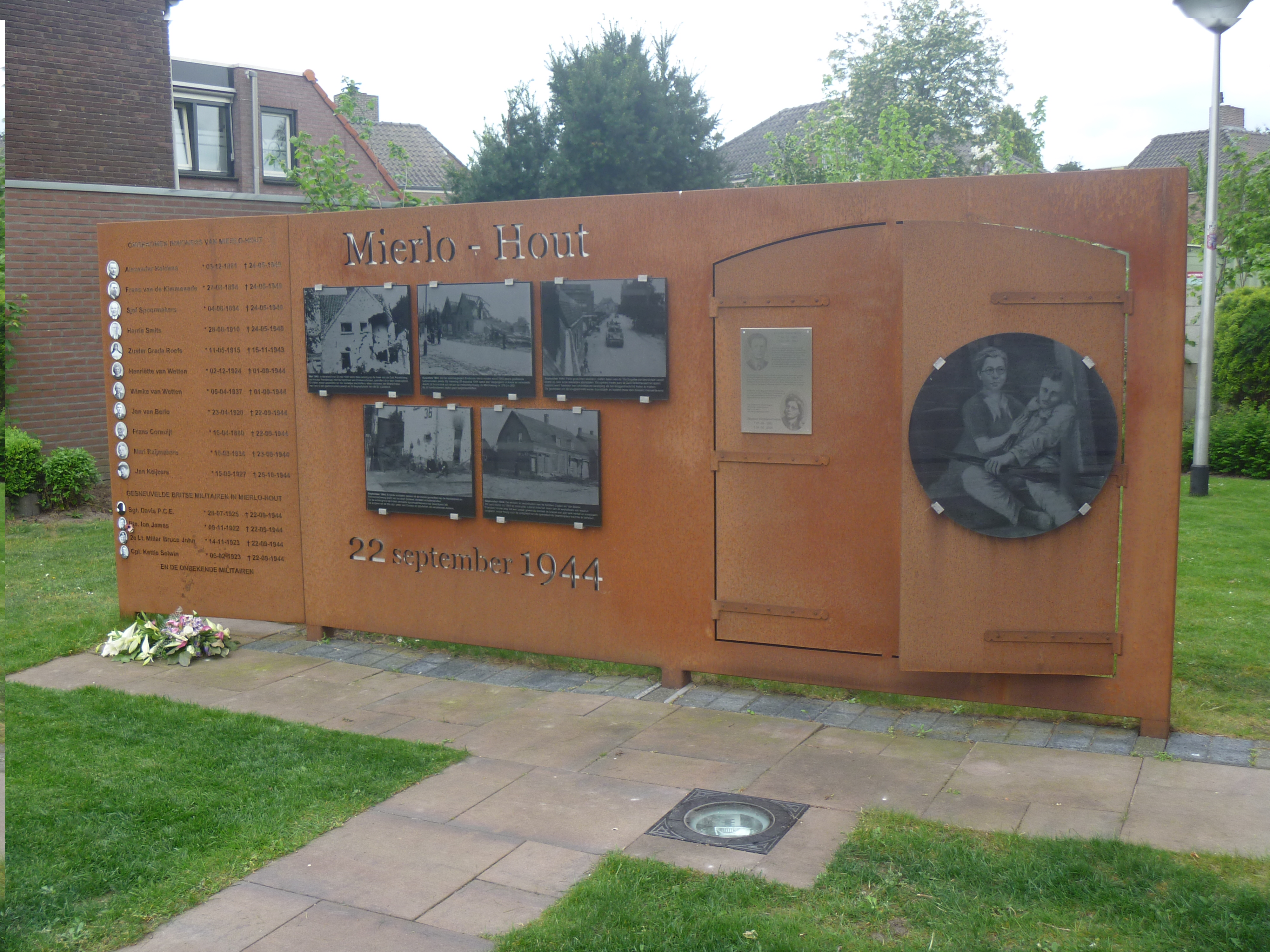
Het monument in 2021

Het bevrijdingsmonument Mierlo-Hout is een oorlogsmonument dat staat in Mierlo-Hout in de Noord-Brabantse gemeente Helmond. Het monument is opgesteld ter herinnering aan omgekomenen uit de Tweede Wereldoorlog, zowel burgers als Britse militairen die bij de bevrijding sneuvelden. Het initiatief voor het herinneringsteken kwam van inwoners van Mierlo-Hout.
De ontwerper van het monument is onbekend. De oorspronkelijke opzet werd op 22 september 2011 onthuld. Er is gekozen voor een locatie waar in 1944 heftige gevechten plaatsvonden bij de bevrijding van het dorp. Het monument staat in open ruimte en is goed toegankelijk. Bij herdenkingen wordt er vaak verzameld.

## Geschiedenis
Op 25 september 1944 werd Helmond bevrijd door de geallieerden. Mierlo-Hout was drie dagen daarvoor bevrijd. In 2005 ontstonden er plannen voor het oprichten van een herdenkingsmonument voor de slachtoffers die daarbij vielen. Het initiatief kwam van Henk van de Westerlo, Mario Coolen en Leo van Aerle. De gemeente, de wijkraad en het bedrijfsleven maakten met financiële bijdragen de uitvoering mogelijk.
Het monument werd in 2012 uitgebreid met een paneel met namen en portretten van de slachtoffers. Het monument kan geadopteerd worden door scholen. Kinderen dragen zo bij aan de zorg voor het monument, ze worden zich daardoor bewust  van het belang van het monument en het oorlogsverleden van het dorp.

## Het monument

### Vormgeving
Het monument stelt een boerderijgevel voor met een dubbele deur. Het is roestkleurig en gemaakt van cortenstaal. Op het monument staan de datum van de bevrijding en de naam van het dorp en onder meer historische foto’s die de verwoestingen in Mierlo-Hout tonen. 

### Inscripties
Op het paneel staan de namen van de omgekomen burgerslachtoffers en van de Britse militairen die gesneuveld zijn in Mierlo-Hout. 
Het betreft de volgende inscripties met portret:
- Alexander Heldens, 03-12-1881 - 24-05-1940
- Frans van de Kimmenade, 27-08-1898 - 24-05-1940
- Sjef Spoormakers, 04-08-1894 - 24-05-1940
- Harrie Smits, 28-08-1910 - 24-05-1940
- Zuster Grada Roefs, 11-05-1915 - 15-11-1943
- Henriëtte van Wetten, 02-12-1924 - 01-09-1944
- Wimke van Wetten, 05-04-1937 - 01-09-1944
- Jan van Berlo, 03-04-1920 - 22-09-1944
- Frans Cornuijt, 16-04-1880 - 22-09-1944
- Marie Raijmakers, 16-03-1934 - 23-09-1944
- Jan Keijzers, 15-05-1927 - 25-10-1944
- Harrie Mikkers, 30-11-1917 - 02-07-1944
- Tinie Kanters, 25-05-1934 - 23-12-1944
- Pte. Phillip Davies, 17-03-1925 - 22-09-1944
- Pte. James Ion, 09-11-1922 - 22-09-1944
- 2e Lt. Bruce John Millar, 14-11-1923 - 22-09-1944

en de onbekende militairen.
In 2021 werden daar nog aan toegevoegd:
- Tinie Kanters
- Harrie Mikkers